# 李怀角31号民居
李怀角31号民居是一座清代古建筑，位于山西省大同市平城区古城街道（东街街道）东门大巷社区。
李怀角31号民居列为大同市文物保护单位后，2016年10月25日，大同市人民政府公布包括李怀角31号民居在内的70 处市级文物保护单位保护范围和建设控制地带2021年8月4日，李怀角31号民居公布为第六批山西省文物保护单位，编号6-48，分类古建筑，时代为清。